# خوزه سانچیز سینیسترا
خوزه سانچیز سینیسترا (اسپانیایی: José Sanchis Sinisterra‎) یک نمایش‌نامه‌نویس و کارگردان هنری تئاتر اهل اسپانیا است.
او به‌واسطهٔ نمایشنامه‌اش «آه! کارملا!» شهرت بین‌المللی دارد و در سال ۱۹۹۰ میلادی برندهٔ جایزه ملی تئاتر شد. او همچنین در سال ۲۰۰۴ جایزه ملی ادبیات نمایشی اسپانیا را برای نمایشنامه «وحشت و بدبختی در دوران فرانکوی اول» از آن خود کرد.